# Iglesia evangélica de Karlsruhe
La iglesia evangélica de Karlsruhe (en alemán: Evangelische Stadtkirche Karlsruhe) es una iglesia protestante de principios del siglo XIX que se encuentra en el centro de Karlsruhe, en la emblemática Plaza del Mercado de la ciudad. La iglesia forma parte de la parroquia de Karlsruhe (Alt- und Mittelstadtgemeinde Karlsruhe) y es principalmente donde predica el obispo evangélico regional. Está clasificada como monumento cultural (Kulturdenkmal) de Karlsruhe.

## Historia
La Iglesia de Karlsruhe fue proyectada por Friedrich Weinbrenner siguiendo las especificaciones del gran duque Carlos Federico de Baden. Designada como principal Iglesia-Catedral (duomo) del margraviato (y luego electorado) de Baden, fue erigida en la céntrica Plaza del mercado (Marktplatz). La primera piedra fue colocada el 8 de junio de 1807, siendo consagrada el 2 de junio de 1816, en el día de Pentacostés.
En 1840 Heinrich Hübsch, arquitecto ducal, incorporó una cripta al sótano abovedado del edificio, que sirvió como cripta familiar de los soberanos de Baden (margraves, príncipes electores y grandes duques) hasta 1946, cuando los féretros fueron trasladados a la Capilla Sepulcral de Karlsruhe. Es debido a ello que la iglesia fue conocida durante mucho tiempo como "Iglesia de la corte del gran ducado" (großherzogliche Hofkirche).
Durante la Segunda Guerra Mundial, la iglesia fue gravemente dañada, principalmente tras un incendio de 1944, siendo restaurada entre 1951 y 1958 por el arquitecto municipal Horst Linde, basándose en los planes originales para el exterior y un proyecto más moderno e innovador para el interior. La iglesia restaurada fue inaugurada el 30 de noviembre de 1958 por el obispo regional Julius Bender.

## Arquitectura

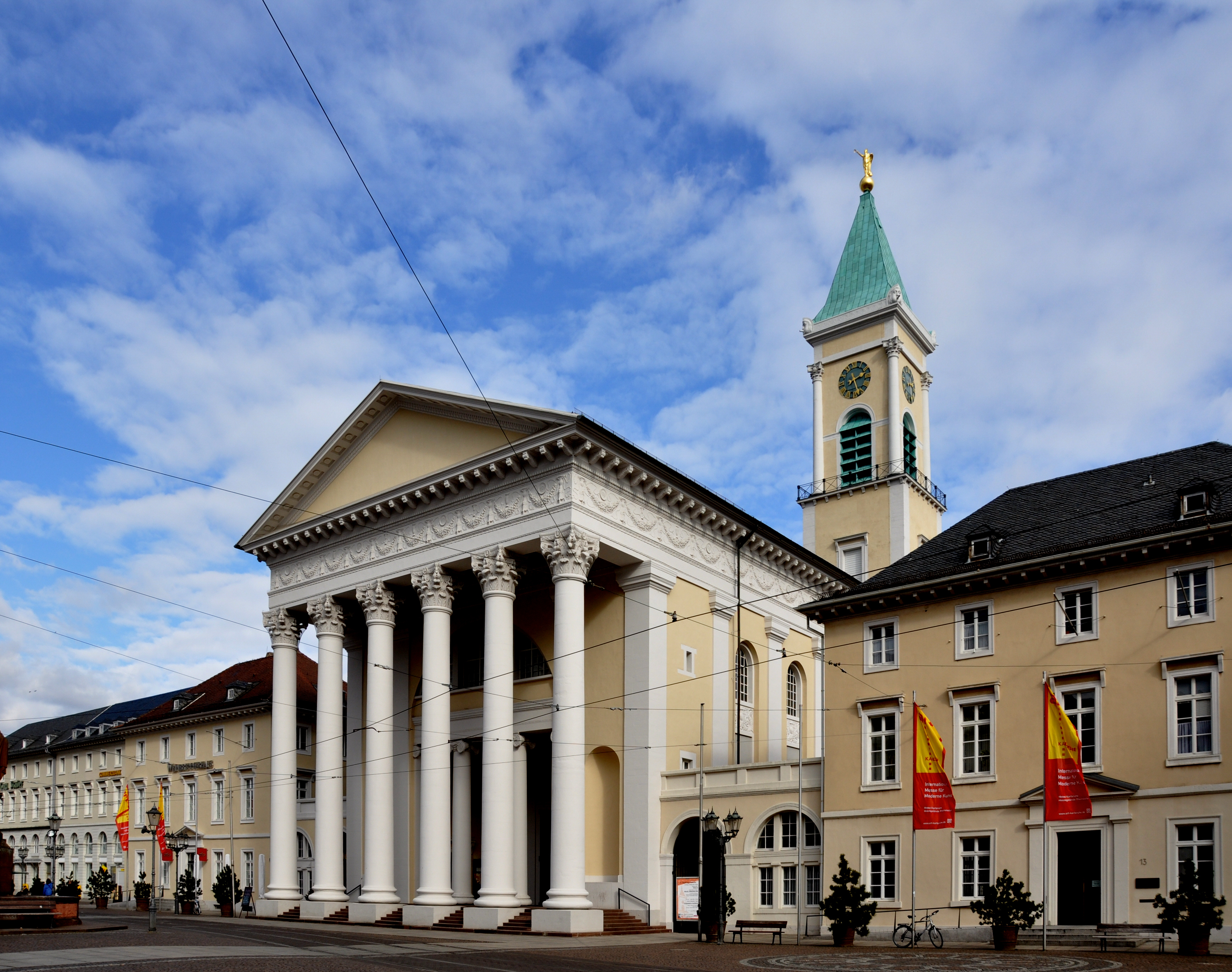

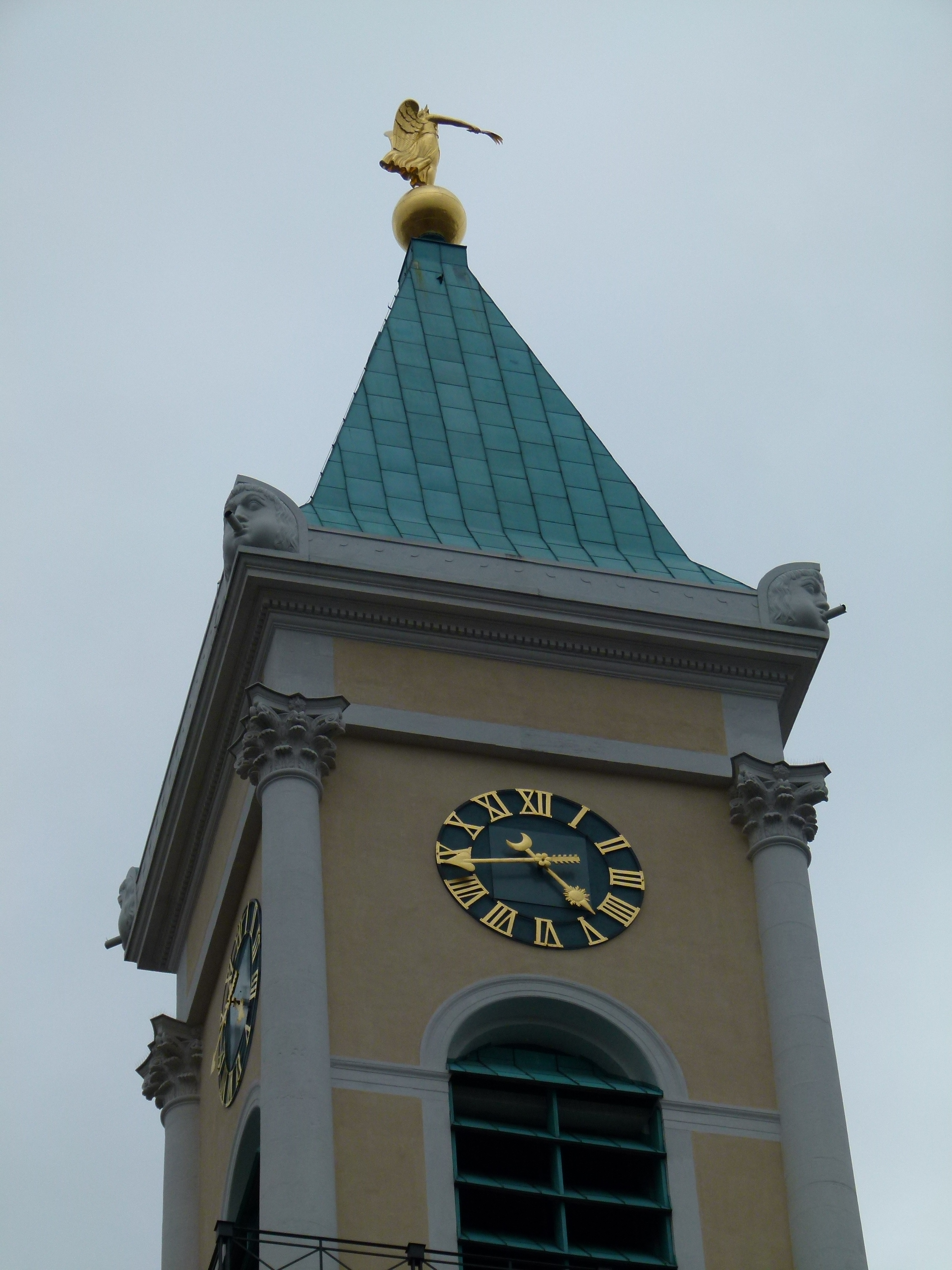

La iglesia fue diseñada siguiendo las características básicas de un templo romano, en parte por la influencia del gran duque que quiso dotarle de un aspecto más clásico y menos eclesiástico. Un pórtico de columnas corintias abre paso a una galería de techo plano. A ambos lados se extienden patios y alas estructuradas a un estilo más bien secular.
El campanario mide 61,70 metros de altura, y una escalera de 150 peldaños conduce a su planta superior. El Ángel de la Paz que corona la torre mide 2,70 m de altura y cambiar de forma y dirección según sopla el viento, mostrando su procedencia.

## Campanas
El campanario alberga desde 1958 una serie de cinco campanas especialmente fabricadas e instaladas por la notoria Glockengießerei Bachert (fabricante de campanas de Karlsruhe desde 1770).
| Nr. | Nombre         | Peso (kg) | Dinámetro (cm) | Sonido |
| --- | -------------- | --------- | -------------- | ------ |
| 1   | Friede         | 5.297     | 199            | as0    |
| 2   | Glaube         | 2.759     | 159            | c1     |
| 3   | Liebe          | 1.534     | 132            | es1    |
| 4   | Hoffnung       | 0.982     | 116            | f1     |
| 5   | Heiliger Geist | 0.606     | 097            | as1    |

## Órgano

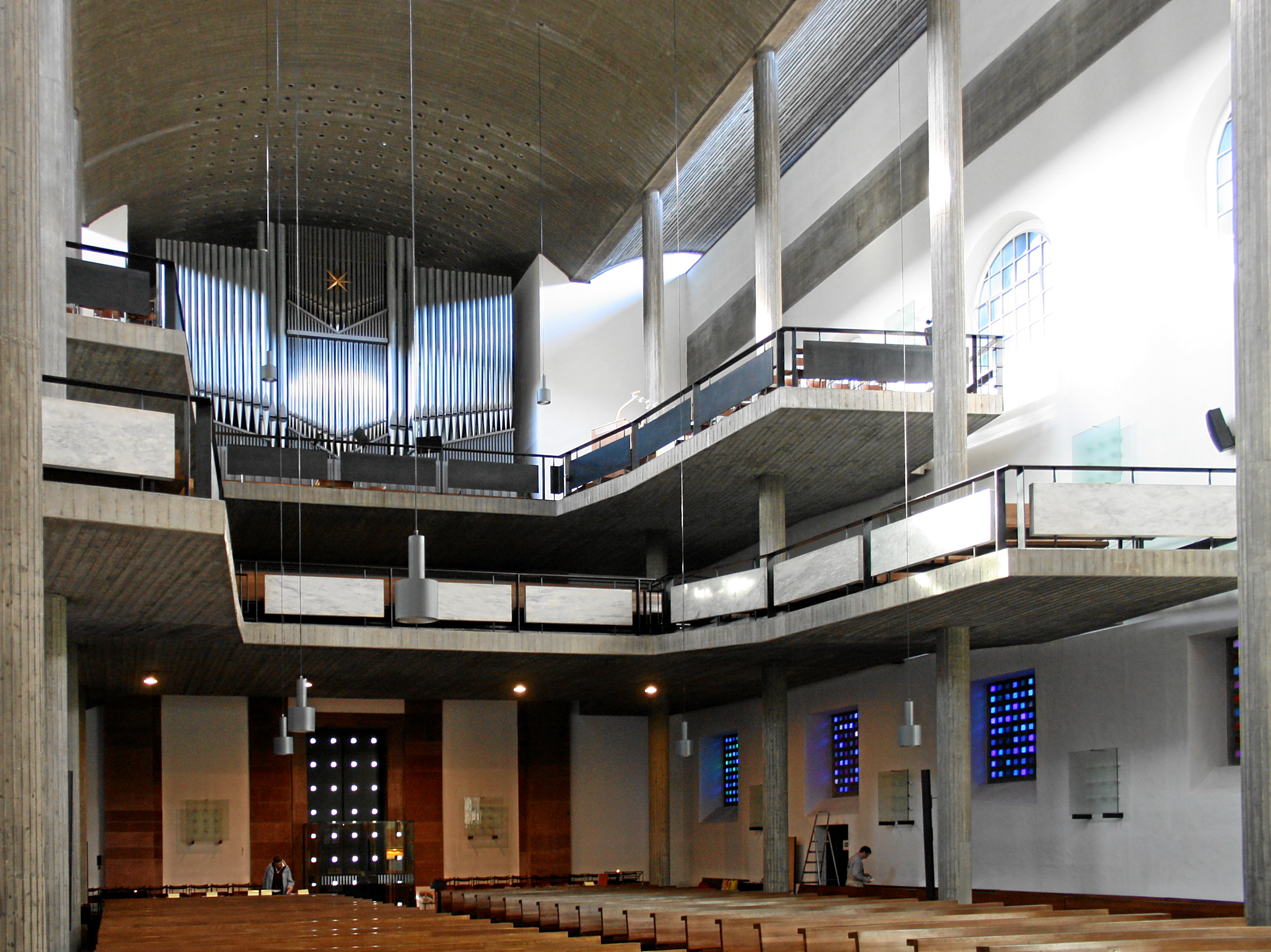

El órgano original de la iglesia fue fabricado en 1751 por los hermanos Johann Andreas y Johann Daniel Silbermann para la colegiata de Villingen. Regalado a la iglesia por el gran duque de Baden, Karl Friedrich, fue mejorado y ampliado en varias ocasiones a lo largo de los años, hasta su destrucción en 1944.
En la última fase de reconstrucción de la iglesia , en 1957, se introdujo un nuevo órgano moderno con teclado y sistema de transmisión electrónicos.